# Покрыторотые
Покрыторотые (лат. Phylactolaemata) — класс беспозвоночных животных из типа мшанок. Это особый класс мшанок, представители которого обитают исключительно в пресных водах.

## Строение и среда обитания
Представителей этого класса мшанок чаще всего можно встретить в стоячих водах. Они покрывают камни, нижнюю, обращённую к воде часть листьев кувшинок и кубышек, в также свисающие к воде ветви деревьев. Из более чем 5 тысяч известных науке видов мшанок к пресноводным относятся лишь 74, из которых в Европе живут 20.
Скелет представителей покрыторотых — в отличие от морских мшанок — состоит не из известняка, а из хитина различной плотности. В связи с этим колонии животных могут образовывать коркообразные либо ветвеобразные формы. В некоторых случаях у ряда видов покрыторотых колонии животных могут иметь комкообразные образования массой более 1 килограмма. Животные приспособлены к смене времён года. Осенью они создают сохраняющиеся длительное время статобласты, что позволяет им благополучно перенести холодные зимы.

## Классификация
На август 2019 года в класс включают 1 отряд 7 семейств:
- Отряд Plumatellida Pennak, 1953
  - Семейство Cristatellidae Allman, 1856
  - Семейство Fredericellidae Allman, 1856
  - Семейство Lophopodidae Rogick, 1935
  - Семейство Pectinatellidae Lacourt, 1968
  - Семейство Plumatellidae Allman, 1856
  - Семейство Stephanellidae Lacourt, 1968
  - Семейство Tapajosellidae Wood & Okamura, 2017